# Haywood S. Hansell
Pour les articles homonymes, voir Hansell.

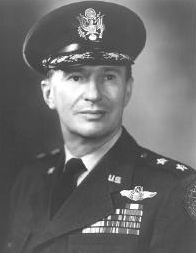
Haywood S. Hansell.

Haywood Shepherd Hansell, Jr., né le 28 septembre 1903 à Fort Monroe et mort le 14 novembre 1988 sur l'île de Hilton-Head, est un officier de l'United States Army Air Forces au cours de la Seconde Guerre mondiale, puis par la suite de l'United States Air Force. Promoteur de la doctrine du bombardement stratégique, il est l'un des principaux architectes du plan de bombardements de précision de jour qui a régi l'utilisation de la puissance aérienne par l'USAAF pendant la guerre.
Hansell joue un rôle clé et largement méconnu dans la planification stratégique des opérations aériennes des États-Unis. Cela comprend la rédaction de deux plans de guerre de l'air stratégiques (AWPD-1 et AWPD-42, du nom de l’Air War Plans Division (en), une organisation militaire américaine qui a conçu plusieurs plans à long terme) et le plan de l'offensive de bombardement combinée en Europe, l'obtention d'une base d'opérations pour le Boeing B-29 Superfortress dans les îles Mariannes et l'élaboration de la structure de commandement de la 20th USAAF (la première force aérienne stratégique mondiale et la précurseure du Strategic Air Command). Il se trouva en opposition avec les objectifs de l'État-major quand il s'agit de mettre en place la technique du carpet bombing (tapis de bombes) qui ne faisait pas la différence dans les objectifs (militaires, civils, économiques, etc.) comme appliqué en Europe au-dessus de l'Allemagne. En désaccord, il dut céder sa place au général Curtis LeMay.